# 로켓트는 발사됐다
《로켓트는 발사됐다》는 대한민국의 영화이다. 1997년 개봉되었다. 최야성이 감독을 맡은 작품이다. 시나리오라는 고정된 틀속에서 탈피하여 시놉시스만을 가지고 완성된 영화이다. 다양한 출연진들이 실제 자기자신의 모습 그대로 나온다. 이 영화는 영화가 크랭크인에 들어가기 전까지의 이야기로 최야성 감독이 연기자들을 직접 만나 섭외하는 과정을 그리고 있다.파격적이고 실험적인 내용 탓인지 정식개봉 전에는 극장을 잡지 못해 1997년 3월 15일부터 2주간 서울 시네마천국에서 무료상영되었다.

## 줄거리
우리나라에 한 대 밖에 없는 크라이슬러 다지 터보 6000라는 스포츠카가 새벽 공기를 가르며 질주해 오다 신호등이 바뀌면서 서서히 정차한다. 영화배우 최종원은 옆에 정차하는 오픈 스포츠카의 최야성을 보며 ‘요새 젊은 것들이 외제차 타고 할 일없이 도로를 쏘다니니 나라경제가 이모양이지’ 라며 담배꽁초를 오픈카 뒷자석에 버린다.
최야성의 오픈카가 동작대교 위에 있는 최종원 옆을 질주해 가자 본네트를 열고 차를 수리하던 영화배우 최종원의 모자가 한강으로 떨어진다.
제일은행 방배중앙로 지점이라는 간판 옆에 가격파괴라는 간판이 나란히 걸려있고 정하와 영표라는 옷가게 점원들은 선전용 행가를 늘어놓으며 매장문을 연다.
방배동 도로에서 스포츠카를 타고 달리던 영화배우 김보성이 최야성과 만나서 “차 바꾼걸 보니 투캅스 2 찍고 돈 좀 벌었나봐.” 하면 김보성이 “허허 내가 좀 떴지.” 라고 한다.
의류가격파괴라는 간판의 최야성의 매장에는 일반 옷가게와 다르게 옷을 수만장씩 쌓아놓고 팔고 있고 이곳에는 건달, 노가다꾼, 술집 아가씨들, 벤츠타고 천원짜리 구백원에 사가는 사람, 연예인 선후배들이 들락거리며 해프닝을 벌인다.
영화감독 최야성의 주위에는 그룹 (잼)의 리더였던 조진수가 있는데 자신의 친형이 운영하는 ‘리틀조’라는 미용실에서 깍세를 하며 재기를 꿈꾸고 있다. ‘용용죽겠지’의 개그맨 김용은 나이트클럽에서 꼬신 여자들을 갈아치우며 ‘마지막 형수님이 될거야’ 라는 말을 수십번 반복한다.
최야성은 평소 친하게 지내는 영화배우 독고영재, 조상구, 박준규, 허준호 등을 만나 모든 인물이 실제 자기자신으로 출연하는 영화 ‘로켓트는 발사됐다’의 출연요청을 하고 영화 스탭들을 만나며 영화 준비를 하는 도중에 매장을 싹 털리게 된다.
예술의 의미는 새로운 창조와 타인과 구별되는 나만의 독창성에 있다고 여기며 사람들의 생활을 있는 그대로 옮기는 실험성이 강한 영화를 만들어야겠다고 생각한 영화감독 최야성은 여러 영화배우들, 가수들, 개그맨들을 만나며 영화를 만들기 위해 우여곡절을 반복한다.

## 등장인물
- 최야성

의류가격파괴 매장의 사장이자 대한민국의 영화감독. 로켓트는 발사됐다라는 영화를 만들기 위해 배우들을 찾아다닌다.
배우 : 최야성
- 독고영재

배우 : 독고영재
- 김보성

방배동 도로에서 최야성과 만난 영화배우. 최야성에게 영화출연을 제의받지만 거절한다.
배우 : 김보성
- 허준호

배우 : 허준호
- 박준규

배우 : 박준규
- 조상구

배우 : 조상구
- 최종원

배우 : 최종원
- 현석

배우 : 현석
- 조진수

그룹 ‘잼’의 리더로 자신의 친형이 운영하는 ‘리틀조’라는 미용실에서 깍세를 하며 재기를 다짐한다.
배우 : 조진수
- 정광태

술집에서 개그맨 김용과 술을 마시며 ‘독도는 우리땅‘을 부른다.
배우 : 정광태
- 김용

배우 : 김용
- 원태연

배우 : 원태연
- 신예철

배우 : 신예철
- 서성원

배우 : 서성원
- 김무송

배우 : 김무송
- 이영배

배우 : 이영배
- 이혜진

배우 : 이혜진
- 이민식

배우 : 이민식
- 한상일

배우 : 한상일
- 김성훈

배우 : 김성훈
- 구주영

배우 : 구주영
- 오세준

배우 : 오세준
- 김지영

배우 : 김지영
- 송혜연

배우 : 송혜연
- 나수경

배우 : 나수경
- 남정우

배우 : 남정우
- 김동열

배우 : 김동열
- 김민규

배우 : 김민규
- 김우창

배우 : 김우창
- 이정원

배우 : 이정원
- 송연실

배우 : 송연실
- 이정하

최야성이 운영하는 옷집의 점원
배우 : 이정하
- 김영표

최야성이 운영하는 옷집의 점원
배우 : 김영표
- 송미연

배우 : 송미연

## 제작 스태프
- 제작 : 최성민(야성)
- 기획 : 김도준
- 제작고문 : 독고영재
- 시나리오 : 최야성
- 감독 : 최야성
- 촬영 : 함인하
- 조명 : 전명천
- 음악 : 강인구
- 편집 : 현동춘
- 녹음 : 박종호, 유승현
- 동시녹음 : 김성찬(Sound Catch)
- 스틸 : 윤동실
- 현상 : 세방현상소
- 색보정 : 신충섭
- 네가편집 : 김현섭, 김동우
- 메이크업 : 송혜연, 송미연
- 홍보 : (주)CMS
- 홍보실장 : 남정욱
- 디자인 : C.A
- 운송 : 유학봉
- 조감독 : 이영배
- 베타캄촬영 : 박해충
- 카메라 대여 : (주)동현프로덕션 안창복
- 포타집대여 : 신영필림
- 원형이동차대여 : 신성사
- 필림 : ㈜한불교역
- 부감크레인 : 신한 익스프레스
- 선곡도움주신분 : 정광태
- 제작 : CHOI BROTHERS FILM
- 배급 : (주)서울필름/합천영배[4]